# Thangool
Thangool – miasto w Australii, w stanie Queensland.